# 17 Batalion Saperów Wielkopolskich

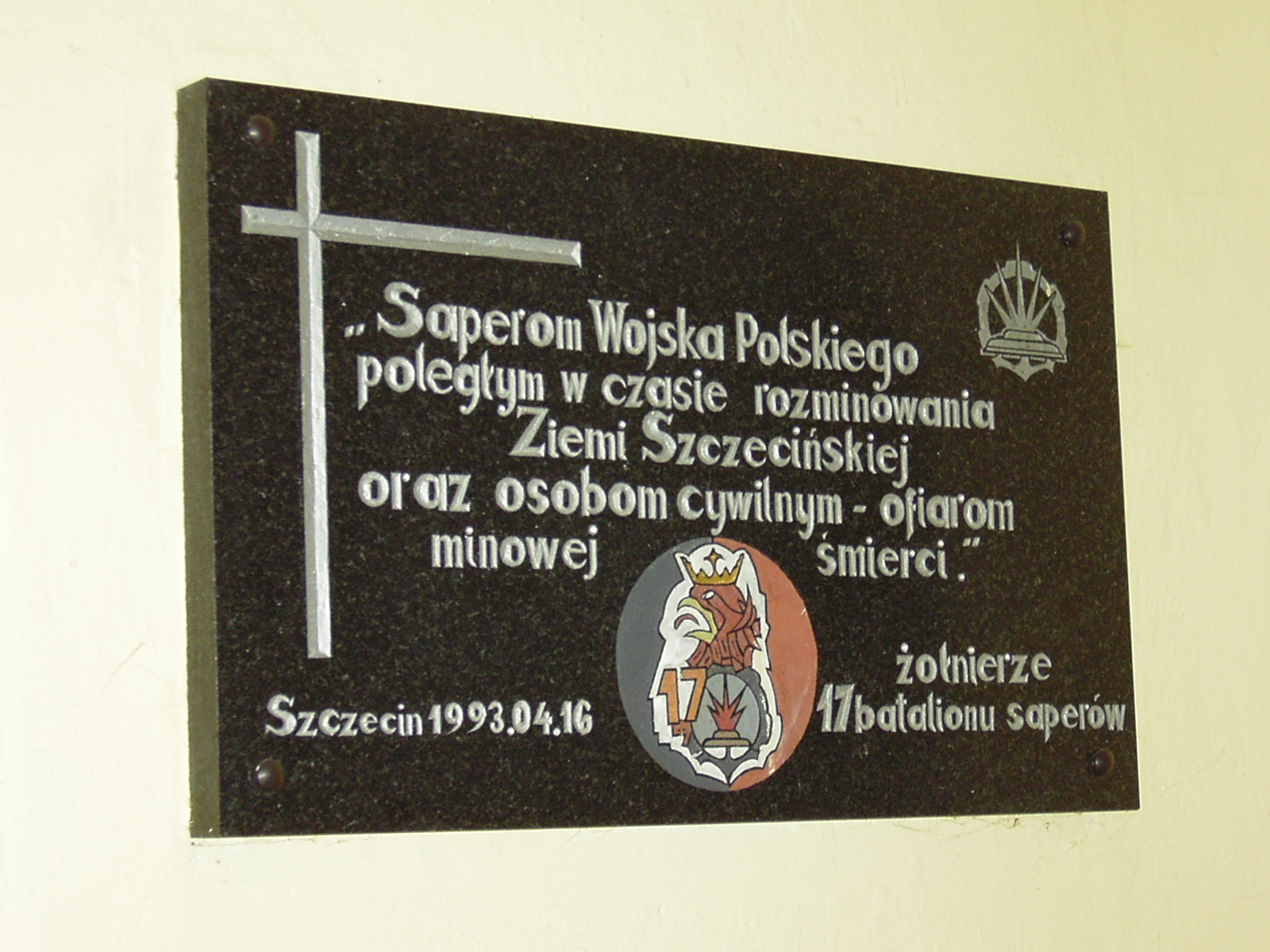
Tablica w kościele garnizonowym w Szczecinie

17 Batalion Saperów Wielkopolskich im. gen. dyw. Tadeusza Kutrzeby (17 bsap) – samodzielny pododdział wojsk inżynieryjno-saperskich ludowego Wojska Polskiego i Sił Zbrojnych RP.

## Formowanie i zmiany organizacyjne
17 Batalion Saperów został sformowany na podstawie rozkazu nr 58/Org. Naczelnego Dowództwa Wojska Polskiego z 15 marca 1945 roku, w Biedrusku, jako organiczna jednostka saperów 12 Dywizji Piechoty. Batalion został zorganizowany według sowieckiego etatu Nr 04/556 samodzielnego batalionu saperów (ros. отдельный саперный батальон). Był to etat wojenny z 10 grudnia 1942 roku.
21 maja 1945 roku batalion wyruszył z Biedruska koło Poznania na zachód. Pierwszym miejscem stacjonowania był Stargard, następnie Szczecin–Podjuchy, a pod koniec roku po powrocie ze Śląska przeniósł się do Szczecina na ul. Ku Słońcu.
Na podstawie rozkazu organizacyjnego Nr 053/Org. Naczelnego Dowódcy WP z 30 marca 1946 roku batalion otrzymał numer jednostki wojskowej „2548”.
Na podstawie rozkazu Nr 0025/Org. Ministra Obrony Narodowej z dnia 2 kwietnia 1957 roku batalion został przeformowany, w terminie do dnia 15 sierpnia 1957 roku, na etat Nr 2/208 o stanie 412 wojskowych i jednego pracownika cywilnego.
Batalion rozformowano w 1998 roku.

## Działania batalionu
Po osiągnięciu gotowości bojowej i krótkim przeszkoleniu 10 czerwca 1945 batalion skierowano do akcji rozminowania i oczyszczania terenu. Przydzielony obszar obejmował teren na południe od wybrzeża Bałtyku po ujście Rurzycy do Odry (zach. Schwedt), rejon Radziszewa, Kamienia Pomorskiego i Dziwnowa (od zachodu granica państwowa, od południa miejscowości: Grabowo, Swobnica, Pyrzyce, od wschodu: Pyrzyce, Stargard, Nowogard, Gryfice, Trzebiatów). Następnie pasa przygranicznego wzdłuż Nysy Łużyckiej w okolicach Pieńska i Ruszowa (pow. Zgorzelec). Następnie batalion prowadził rozminowanie terenu powiatu i miasta Szczecina, Gryfic, Białogardu, Wolina, Gdyni–Oksywia, Braniewa. Najgęściej zaminowane były okolice Szczecina i tereny na północny zachód od Kamienia Pomorskiego. Akcja rozminowania trwała do połowy listopada. Sprawdzono i rozminowano 1252 km² terenu, 100 miejscowości, 512 km dróg, 33 km linii kolejowych i 11 mostów. Wykryto i zniszczono ok. 50 tys. różnych min oraz około 380 tys. pocisków, bomb i materiałów niebezpiecznych. W czasie wykonywania prac śmierć poniósł 1 oficer i 4 szeregowców, ranny został l oficer, 1 podoficer i 9 szeregowców.

W 1946 rozminowanie prowadzono w okresie wiosennym i jesiennym. Wiosną 17 bsap działał nad Zalewem Szczecińskim i jeziorem Dąbie. Kontrolował pod względem rozminowania linie kolejowe, mosty, obiekty mieszkalne. Do końca maja rozminowano: 1159 km dróg, 2 mosty, zniszczono 4984 min i 51 603 sztuk amunicji. W kwietniu część batalionu została skierowana w rejon Sanoka i tam wzięła udział w walkach z oddziałami UPA oraz uczestniczyła w rozminowaniu Przełęczy Dukielskiej.
W 1947 r. saperzy dywizji walczyli o utrzymanie mostów na Odrze i likwidowali zatory lodowe.
Grubość pokrywy lodowej na Odrze dochodziła do 70 cm. Wiosną, wobec niebezpieczeństwa powodzi, ewakuowano zagrożone miejscowości. Kontynuowano także akcję rozminowania. W listopadzie 1947 r. przekazano rozminowane tereny władzom administracji państwowej.
4 stycznia 1948 r. batalion otrzymał zadanie usunięcia słupów granicznych na starej granicy polsko–niemieckiej z 1939 r. na odcinku Morze Bałtyckie–Pomieńsk. Ogółem usunięto 632 słupy.
17 bsap wniósł znaczny wkład w akcjach przeciwlodowych i przeciwpowodziowych na Odrze i na Świnie. Brał udział w pracach na rzecz gospodarki narodowej: zbudował kilka mostów, wyremontował kilkanaście kilometrów dróg oraz odbudował ponad 6,5 tys. mb wałów ochronnych na rzekach.
W latach 1945–1994 batalion stracił 11 żołnierzy.

## Tradycje batalionu
1 czerwca 1995 roku Minister Obrony Narodowej nadał jednostce nazwę wyróżniającą „Wielkopolskich” i imię patrona - generała dywizji Tadeusza Kutrzeby oraz ustanowił dzień 25 maja świętem batalionu i nakazał przyjąć dziedzictwo tradycji 17 Batalionu Saperów Wielkopolskich 1920-1939.

## Obsada personalna
Dowódcy batalionu
- mjr Paweł Dziczkowski[8] (Diczenko?) (1945)
- kpt. Jan Kiełbowicz (1946)
- Mikołaj Łazarenko
- Andrzej Żmijewski
- Bolesław Zalewski
- Eugeniusz Gunia
- Jarosław Burtowski
- płk dypl. Franciszek Bandurek (1947-1949)[9]
- płk Bolesław Zaleski (1951 - 1953)
- płk Jerzy Kominko (1958-1960)[10]
- ppłk Stefan Kastuj (1960-1963)[11]
- płk Zdzisław Polkowski (? -1966)[12]
- ppłk Roman Kacała (1974-1976)[13]
- płk Henryk Tacik (1976-1979)
- płk Jacek Witek (1990-1995)[14]

## Oficerowie
- płk Józef Dybał - szef sztabu (1959-1957)[15]
- płk Sylwester Wujciak - z-ca d-cy ds. tech.(1965-1968)[16]
- ppłk Tadeusz Rybaniec - z-ca d-cy ds. tech. (1974-1978)[17]
- płk Lech Zajda - szef sztabu (1985-1986)[18]
- ppor. (płk) Mieczysław Perlik